# Kamjaněcký rajón
Kamjaněcký rajón (bělorusky Камянецкі раён, ukrajinsky Кам'янецький район, rusky Каменецкий район) je územně-správní jednotkou na západě Brestské oblasti v Bělorusku. Administrativním centrem rajónu je město Kamjaněc (bělorusky Камянец, rusky Каменец).

## Historie
Rajón byl založen 15. ledna 1940 a 12. října toho roku byl rozdělen na 14 selsovětů: Aharadnický (v letech 1962—64 pod názvem „1-ы Агародніцкі“), Vidamljanský, Vojský, Dvarcoŭský, Dzmitravický, Mikalajeŭský, Navickavický, Padbjelský, Pašukoŭský, Pěliščanský, Pruskaŭský, Ratajčycký, Rečycký a Turnaŭský.
Dne 16. srpna 1945 byl Bjaloŭský selsovět spojen s bývalým Hajnaŭským rajónem. Dne 16. července 1954 byl zrušen Vojský, Dvarcoŭský, Mikalajeŭský, Navickavický, Padbjelský, Pruskaŭský a Turnaŭský selsovět, současně byl přejmenován Bjaloŭský selsovět na Ražkoŭský.
Dne 8. srpna 1959 bylo k rajónu připojeno město Žabinka spolu s Kryŭljanským, Macejevickým (13. října 1961 přejmenován na Jakaŭčycký), Sakským, Scjapankaŭským selsovětem zrušeného Žabinkaŭského rajónu.
Dne 17. listopadu 1959 byl zrušen Ražkoŭský selsovět. Dne 15. leden 1962 byl Pašukoŭský selsovět přejmenován na Navickavický.
Dne 17. dubna 1962 bylo připojeno území zrušeného Vysokaŭského rajónu, včetně města Vysokaje a Aharadnického (v letech 1962—64 pod názvem „2-і Агародніцкі“) Barščeŭského, Bušmického, Vjarchovického, Voŭčynského, Rasněnského selsovětu, současně byl Aharadnický selsovět přejmenován na „1-ы Агародніцкі“.
Dne 14. dubna 1964 byl vytvořen Vojský, Kamjaněcký a Kamjaňucký selsovět, současně byly zrušeny selsovět „1-ы Агародніцкі“ a „2-і Агародніцкі“, které byly zrušeny a přejmenovány na jednotný Aharadnický selsovět. Dne 30. července 1966 bylo z rajónu vyloučeno město Žabinka spolu s Kryŭljanským, Jakaŭčyckým, Sakským a Scjapankaŭským selsovětem. Dne 26. července 1968 byl Bušmický selsovět přejmenován na Kaljenkavický.
Dne 3. července 1972 byl Barščeŭský selosvět přejmenován Malazvodký, 18. října 1982 byl zrušen. Jeho severní část od vesnice Barščeva byla poustoupena Ratajčyckému selosvětu a jižní část byla přidělena k Brestskému rajónu.
Dne 19. května 1986 byl zrušen Kamjaněcký selsovět. Dne 18. srpna 1986 byl vytvořen Bjelavějský selsovět. Dne 11. prosince 2012 byl zrušen Kaljenkavický selsovět, jehož území bylo připojeno k Vjarchovickému selsovětu.
V současnosti se rajón skládá z města Vysokaje a 234 venkovských sídel, která patří do 13 venkovských rad (selsovětů): Aharadnický, Bjelavějský, Vidamljanský, Vojský, Voŭčynský, Vjarchovický, Dzmitravický, Kamjaňucký, Navickavický, Pěliščanský, Rasněnský, Ratajčycký a Rečycký.

## Geografie
Rajón zaujímá rozlohu přibližně 1 687 km². Hraničí s Pružanským a Kobrynským rajónem na východě, Žabinkaŭským rajónem na jihovýchodě, s Brestským rajónem na jihu a s Polskem na západě a severu.
Lesy pokrývají 27 % území rajónu, močály jen 1,1 %. V severní části rajónu se nachází národní park „Bělověžský prales“, včetně správního centra parku Kamjaňuki. Hlavní vodní tepnou je řeka Západní Bug se svými přítoky Ljasnaja a Pulva, dalšími jsou Bjelaja, řeka Zubryca a Pěravaloka.
Reliéf je kopcově-rovinatý s průměrnou nadmořskou výškou 140 až 170 m nad mořem. Rajón se nachází v Prybužanské rovině. Nejvyšší bod, který měří 198 m nad mořem, leží 5 km severozápadně od obce Vojskaja. Rajón má 34 nádrží, z nich největší je jezero Sipurka o rozloze 29,7 ha.
Průměrná teplota v lednu činí -4,6 °C, v červenci 18,4 °C.

## Průmysl
Na území rajónu pracují závody na zpracování potravin, dřevozpracující průmysl a pro výrobu stavebních materiálů, ze kterých můžeme jmenovat ААТ «Белавескія сыры», kamjaněckou filiálku ААТ «Савушкін прадукт» a ААТ «Вярховіцкі крухмальны завод». V provozu je 18 zemědělských podniků, které se zaměřují především na chov skotu pro mléko nebo na maso, ze kterých jsou nejdůležitější ААТ «Белавескі», «Агра-Зарэчча» a «Камянецкая пушча».

## Doprava
Rajónem prochází železnice Brest — Vysokaje — Białystok a silniční spojení R83: Brest — Kamjaněc — Kamjaňuki, R85: Vysokaje — Pružany — Slonim, R7: Kamjaněc — Žabinka, R102: Kobryn — Kamjaněc — Vysokaje a R16: Brest — Vysokaje.

## Demografie
Počet obyvatel rajónu čítá na 40 600 osob, z toho v městských oblastech žije 13 800 obyvatel (obyvatelstvo měst Kamjaněc a Vysokaje). Osoby v produktivním věku jsou zastoupeny 55.9 %, mladší a starší lidé v pracovním věku — 17.8 % a 26.3 %, kde má přirozený pokles počtu obyvatel koeficient 4,4. V roce 2009, podle sčítání lidu, bylo v rajónu nejvíce zastoupeno obyvatelstvo běloruské národnosti (82,4 %), následují Ukrajinci — 7,7 %, Rusové — 6,0 % a Poláci se 2,0 %.

## Vzdělání, kultura a zdravotní zařízení
Na území rajónu je v provozu gymnázium, 18 středních, 8 základních, 3 primární školy, 5 školek, 2 internátní školy, 4 dětské hudební a umělecké školy, zemědělská odborná vysoká škola, 20 mateřských škol a 5 neškolní institucí.
Funguje i 21 domů kultury, 11 venkovských klubů a 43 knihovny. Je možné navštívit muzeum přírody Bělověžského pralesa v obci Kamjaňuki, dceřinou společnost regionálního muzea „Kamjaněcká věž“ nebo muzeum chleba v obci Rasna. V roce 2003 bylo v Bělověžském pralese otevřeno bydliště běloruského Santa Clause.
Systém zdravotní péče rajónu poskytuje 5 nemocnic, včetně těch rajónních ve městech Kamjaněc a Vysokaje, 4 ambulance, 21 lékařských stanic, 11 lékáren a kiosků. V rajóně je regionální nemocnice pro tuberkulózu „Vjarchovičy“ a sanatorium „Bílá věž“.

## Pametihodnosti
- Bělověžský prales u vesnice Kamjaňuki

- Kamjaněcká věž (1271—1288) ve městě Kamjaněc

- Pozůstatky hradu Sapěhů ze 17. století u obce Vysokaje

- Kostel Nejsvětější Trojice (1729—1733) u obce Voŭčyn

- Kostel sv. Simeona (1914) v Kamjaněci

### Galerie

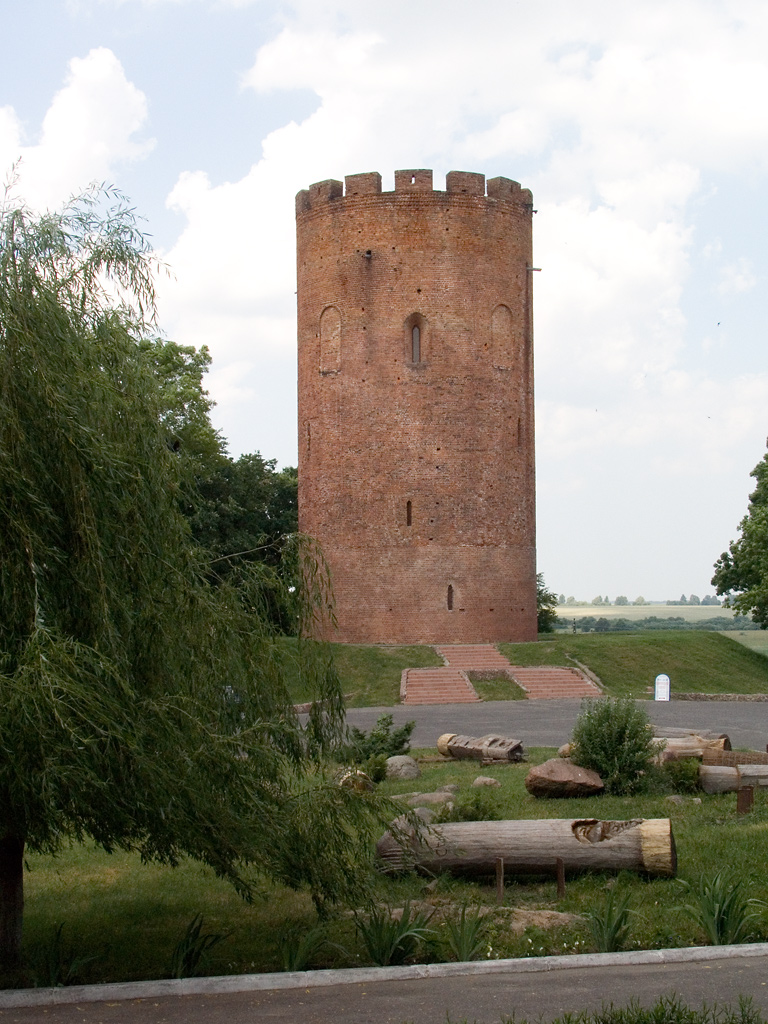
Kamjaněcká věž
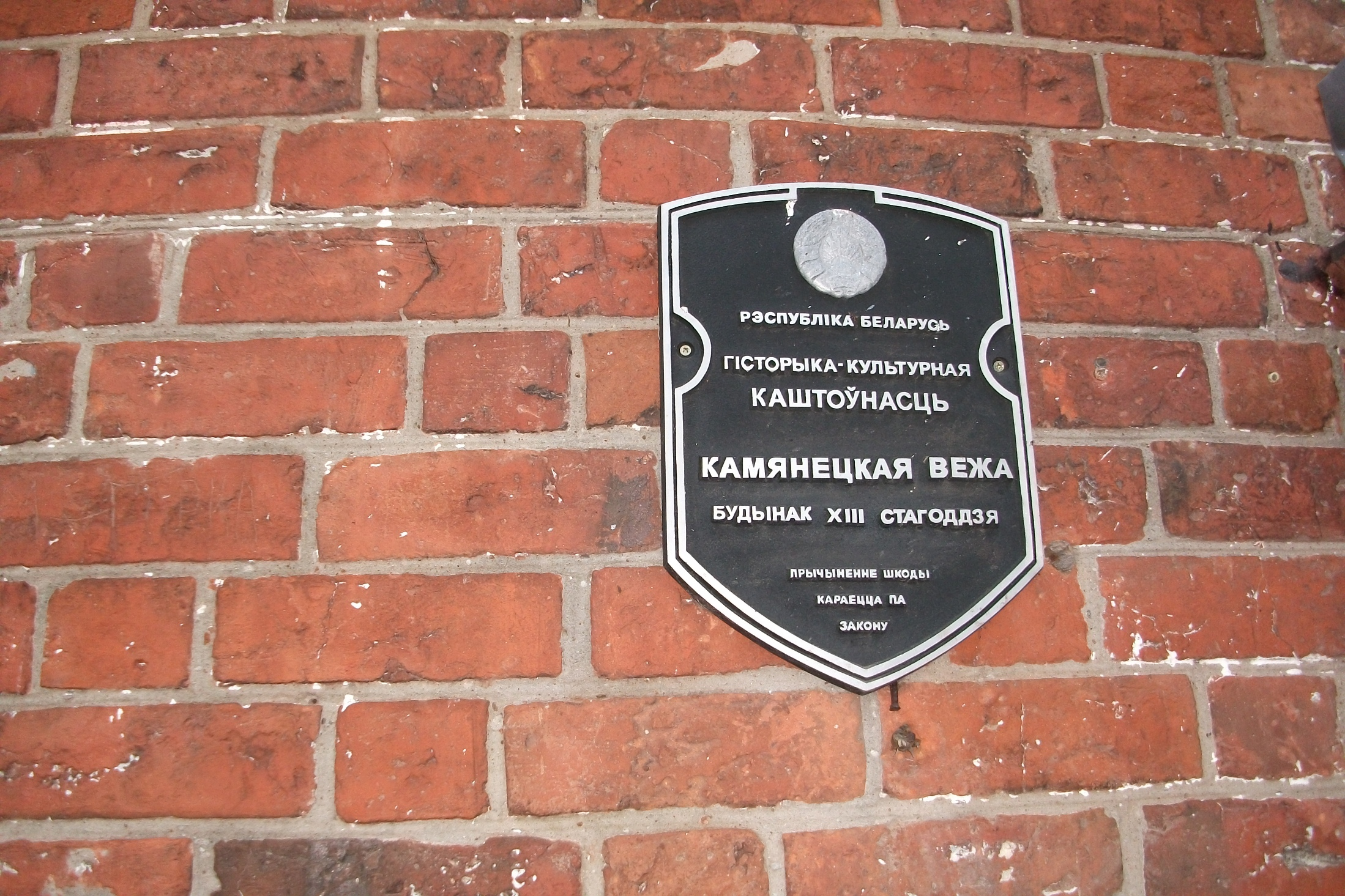
Štítek na Kamjaněcké věži
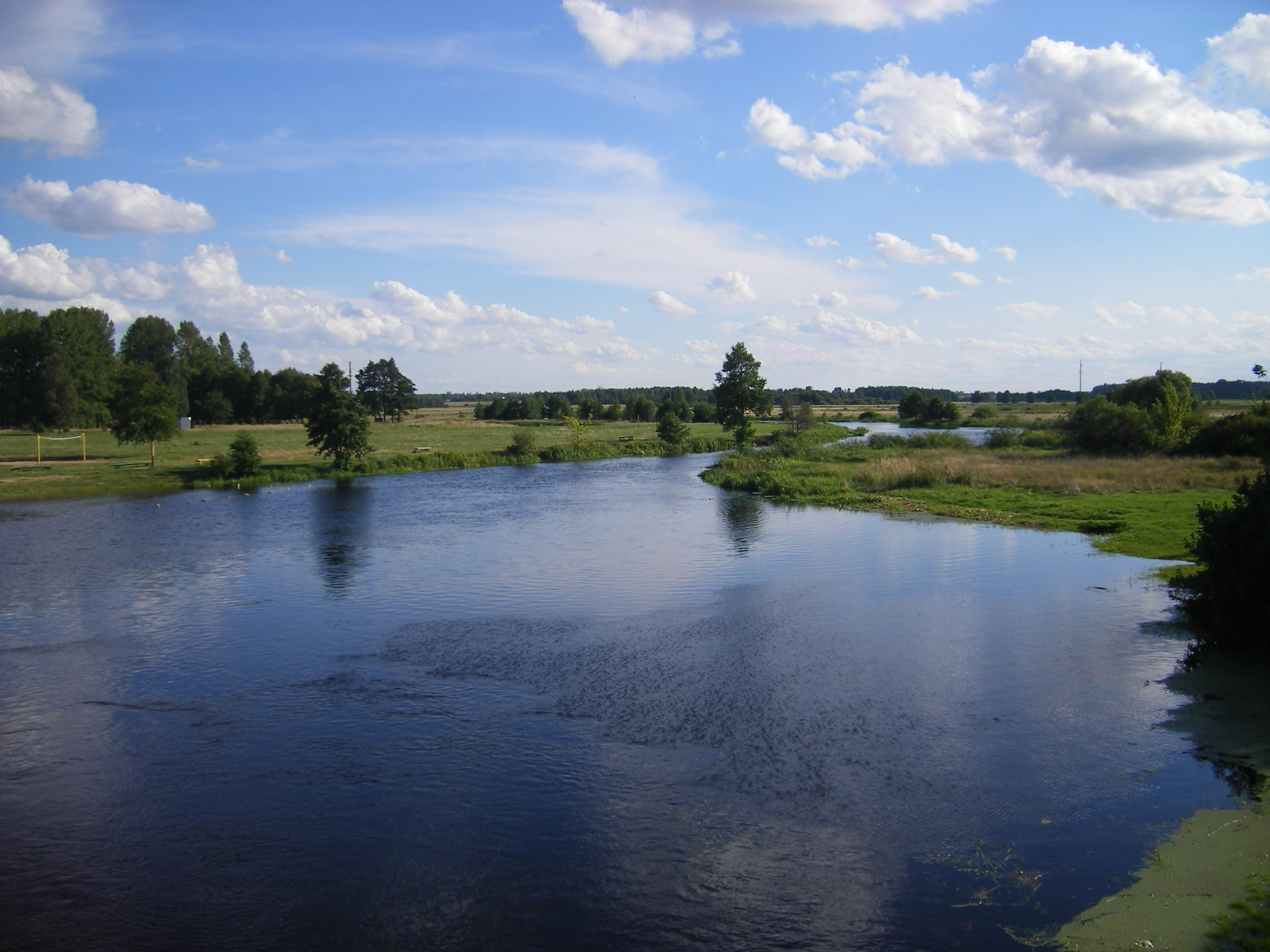
Řeka Ljasnaja, přítok Západního Bugu
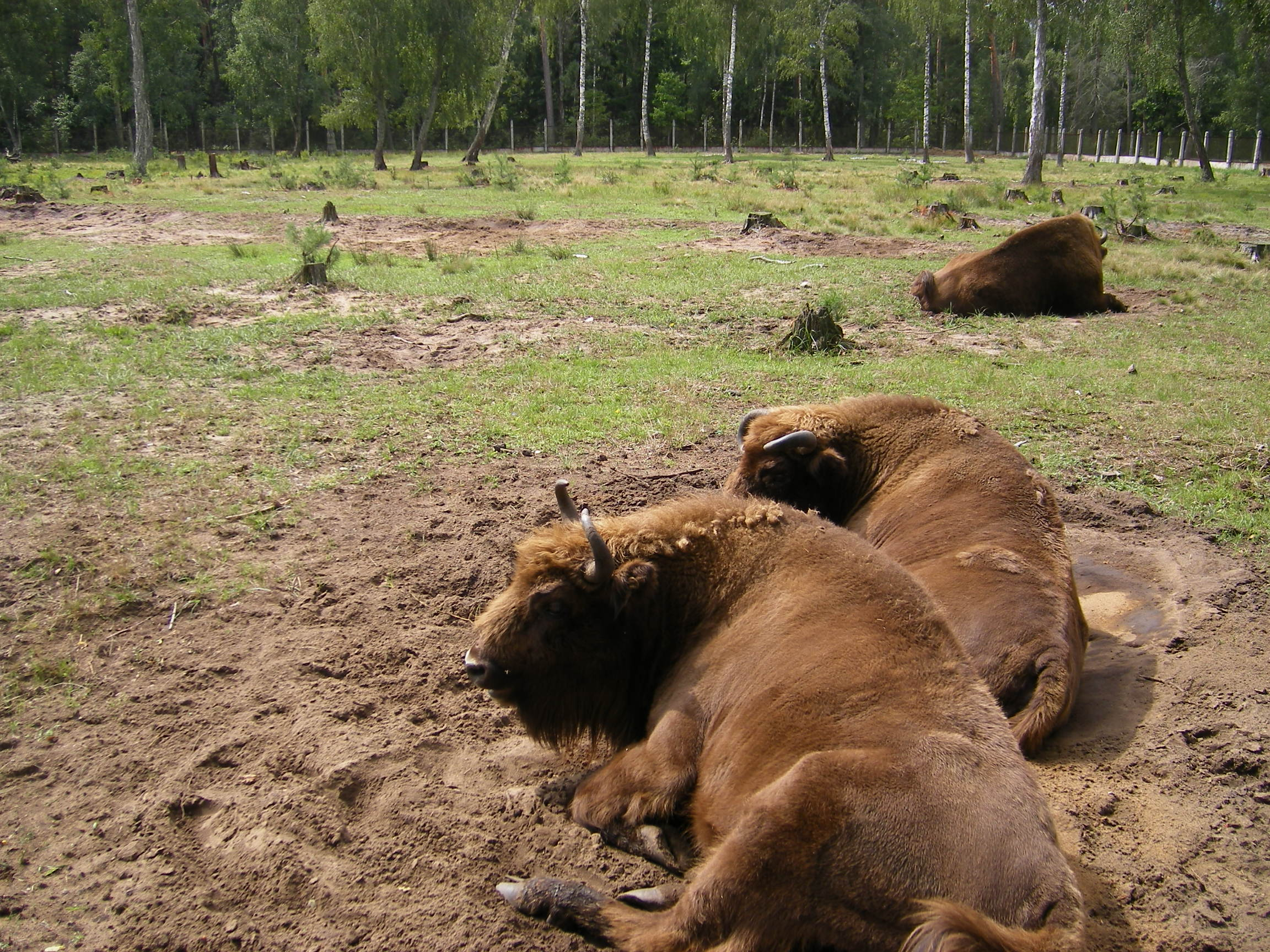
Bizoni v rezervaci Bělověžský prales
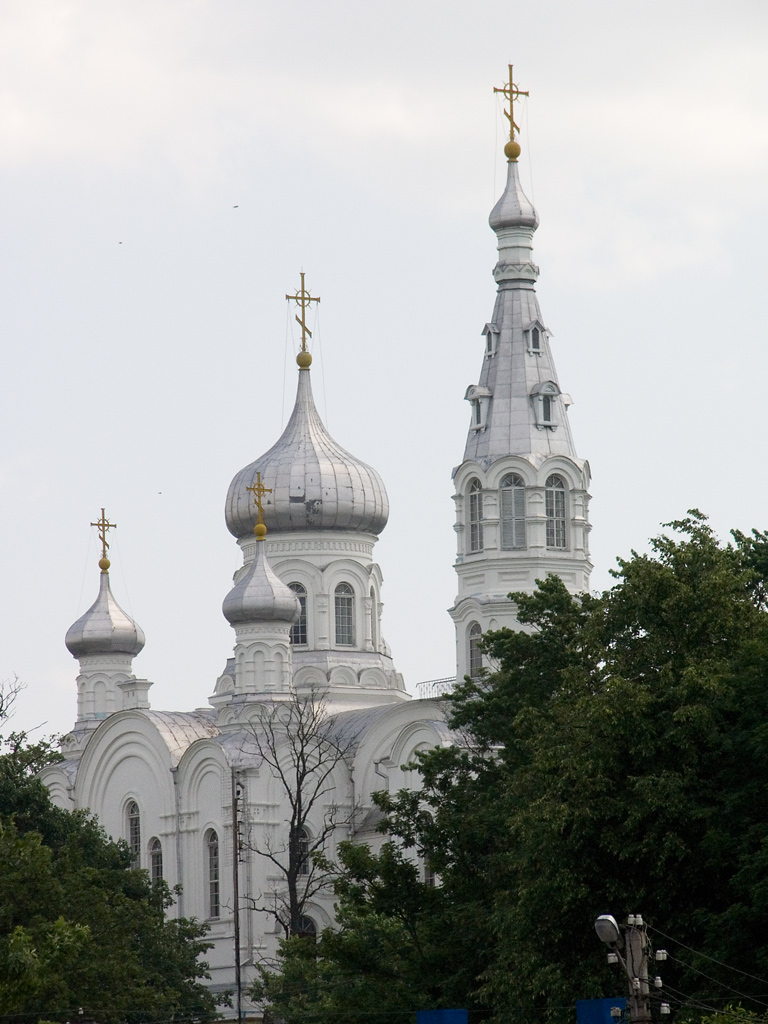
Kostel sv. Simeona v Kamjaněci
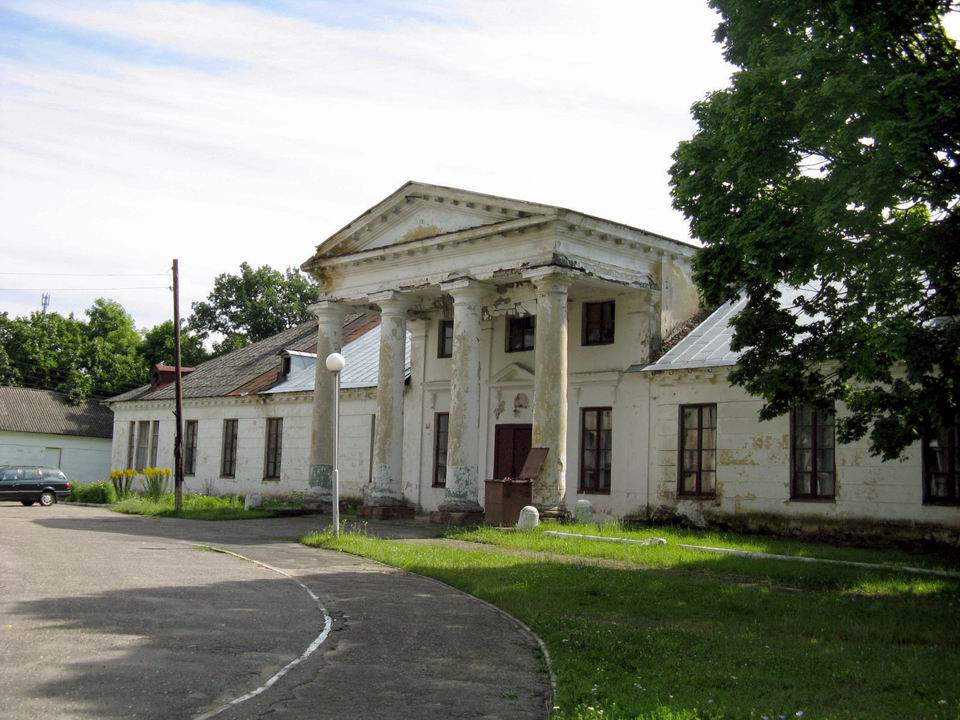
Panství Polockých ve Vysokaje
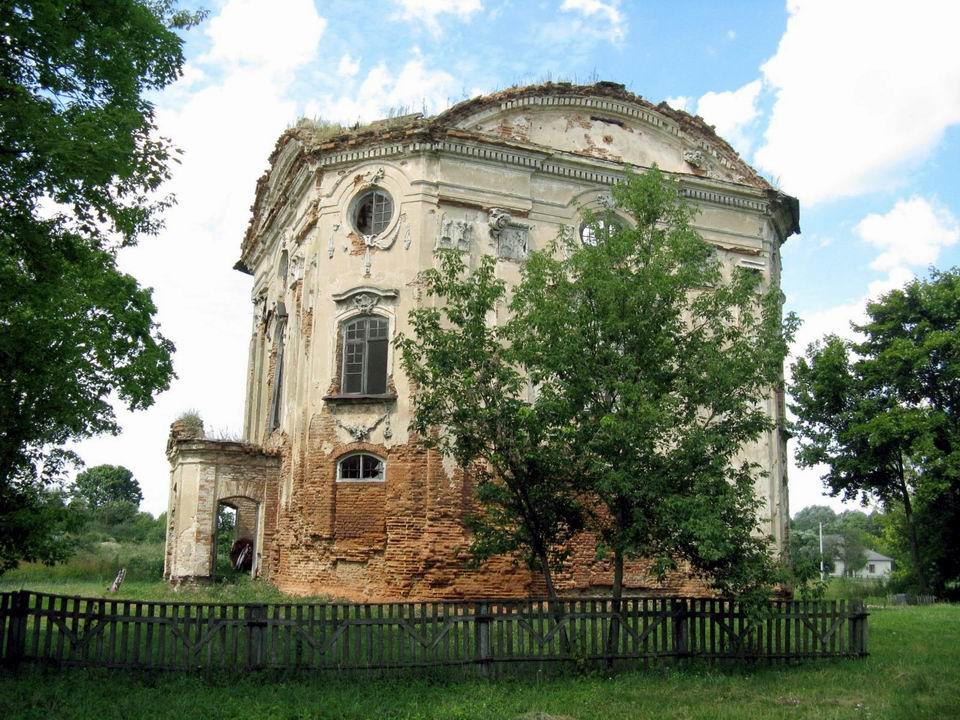
Kostel Nejsvětější Trojice, Voŭčyn

## Známí rodáci
- Aleksander Michał Sapieha (1730—1793) — státník velkovévodství Litevského, narodil se v obci Vysokaje

- Stanisław August Poniatowski — státník a politická osobnost Republiky obou národů, poslední král Polska a velkovévoda Litvy, narodil se ve vesnici Voŭčyn.

- Illja Halkin (Ільля Галкін) — sovětský historik, doktor historických věd (1956), čestný vědec RSFSR (1969); je autorem prací na téma obecných dějin, dějin mezinárodních vztahů, o historiografii, vytvořil učebnice pro školy

- Usjevalad Ihnatoŭski (Усевалад Ігнатоўскі) — historik, veřejná a politická osobnost, první prezident Akademie věd Běloruska (1928).

- Uladzimir Vasiljevič Hnilamjodaŭ (Уладзімір Васільевіч Гніламёдаў, * 1937) — běloruský literární kritik a spisovatel, doktor filologických věd, profesor Národní akademie věd Běloruské republiky

- Bjadulja Uladzimir Ljavoncjevič (Бядуля Уладзімір Лявонцьевіч) — dvakrát Hrdina socialistické práce, déle než 50 let byl vedoucí kolchozu «Советская Белоруссия»